# ميناء زايد
تأسس ميناء زايد عام 1968 وهو أول الموانئ التجارية في إمارة أبوظبي، تملكه وتديره موانئ أبو ظبي. ويقع ميناء زايد في الجزء الشمالي الشرقي لمدينة أبوظبي. افتتح الميناء رسميا وأطلقت عملياته التشغيلية بكامل الطاقة الاستيعابية في العام 1972،  وأطلق عليه اسمه تيمناً بالشيخ زايد بن سلطان آل نهيان، رئيس دولة الإمارات العربية المتحدة الأسبق.
وفي العام 2012  انتقلت حركة الحاويات من ميناء زايد إلى محطة الحاويات شبه الآلية الجديدة في ميناء خليفة.
يغطي ميناء زايد مساحة قدرها 535 هكتاراً ويحتوي على 21 رصيفاً تتراوح أعماقها بين 6 - 15 متراً، ويبلغ إجمالي طول أرصفة الميناء حوالي 4,375 متراً. ويعتبر البوابة الرئيسية للإمارة وقبلة الشحنات العامة والسائبة، وسفن البضائع المدحرجة والمركبات، ووجهة سياحية بدأت تكتسب مكانة خاصة لدى مشغلي خطوط النقل السياحي البحري. وهو أحد أربعة موانئ رئيسية تخدم مدينة أبوظبي وهي الميناء الحر والميناء الحر الجديد حيث ترسو بوارج القوات البحرية الإماراتية والسفن الأصغر حجماً بالإضافة إلى ميناء مصفح الذي يقع في مركز مدينة مصفح الصناعية في الوقت الذي تستقبل فيه محطة الحاويات في ميناء خليفة بمدينة الطويلة كل عمليات شحن الحاويات.
وتلبية للطلب المرتفع على شحن الحاويات أنشئت محطة الحاويات فيه عام 1982 على مساحة وقدرها 41 هكتاراً وبلغت طاقتها التخزينية بذلك الوقت 15,000 حاوية نمطية، وتم تجهيزها بخمس رافعات بقدرة 40 طناً للرافعة الواحدة. اشتمل الميناء آنذاك على أربعة أرصفة بطول إجمالي بلغ 931 متراً وبعمق غاطس يصل إلى 15 متراً. ونتيجة لذلك ارتفعت الطاقة الإنتاجية لميناء زايد عام 1998 في مناولة الحاويات بنسبة 34 في المائة بينما زاد حجم البضائع العامة بنسبة 25 في المائة مقارنة بالعام 1997. كما ساهم بناء وتشغيل المخازن المبردة بسعة 15,000 طن عام 1999 في رفع القدرة الاستيعابية التخزينية للمنتجات المبردة والمجمدة في الميناء
لعب ميناء زايد دوراً فاعلاً في تعزيز التجارة الدولية لإمارة أبوظبي مستفيداً من موقعه الاستراتيجي كبوابة رئيسية لقلب العاصمة وساهم بكفاءة في دعم تحقيق أهداف رؤية أبوظبي الاقتصادية 2030 الهادفة إلى تنويع اقتصاد الإمارة غير المعتمد على النفط 
وفي إطار تفعيل مشاركتها في تحقيق الرؤية الاقتصادية، قامت شركة أبوظبي للموانئ بنقل عمليات شحن الحاويات بالكامل من ميناء زايد إلى محطة الحاويات في ميناء خليفة الحديث الذي بلغت تكلفة الاستثمار الحكومي في بنائه مع مدينة خليفة الصناعية أبوظبي «كيزاد» وصنف كأضخم مشاريع البنية التحتية في تاريخ الإمارة نحو 24.2 مليار درهم بما يعادل 6.5 مليار دولار أمريكي. وتفضل الشيخ خليفة بن زايد بن سلطان آل نهيان، رئيس دولة الإمارات العربية المتحدة بافتتاحه رسمياً في الثاني عشر من ديسمبر عام 2012 
وتتجه استثمارات شركة أبوظبي للموانئ حالياً نحو تطوير الدور الذي يقوم به ميناء زايد من خلال بناء محطة رئيسية فاخرة لاستقبال ركاب السفن السياحية التي بدأت تعزز زياراتها للإمارة كوجهة سياحية.
واحتضن ميناء زايد العديد من الفعاليات والأنشطة الدولية من بينها الافتتاح الرسمي لبطولة العالم لسباقات ريد بل الجوية خلال العام 2014  وهي المرة السابعة التي تستضيف فيها أبوظبي هذه البطولة بعد استمرارها ست سنوات متتالية منذ انطلاقها عام 2005 وحتى العام 2010.